# Reginald Campbell Thompson

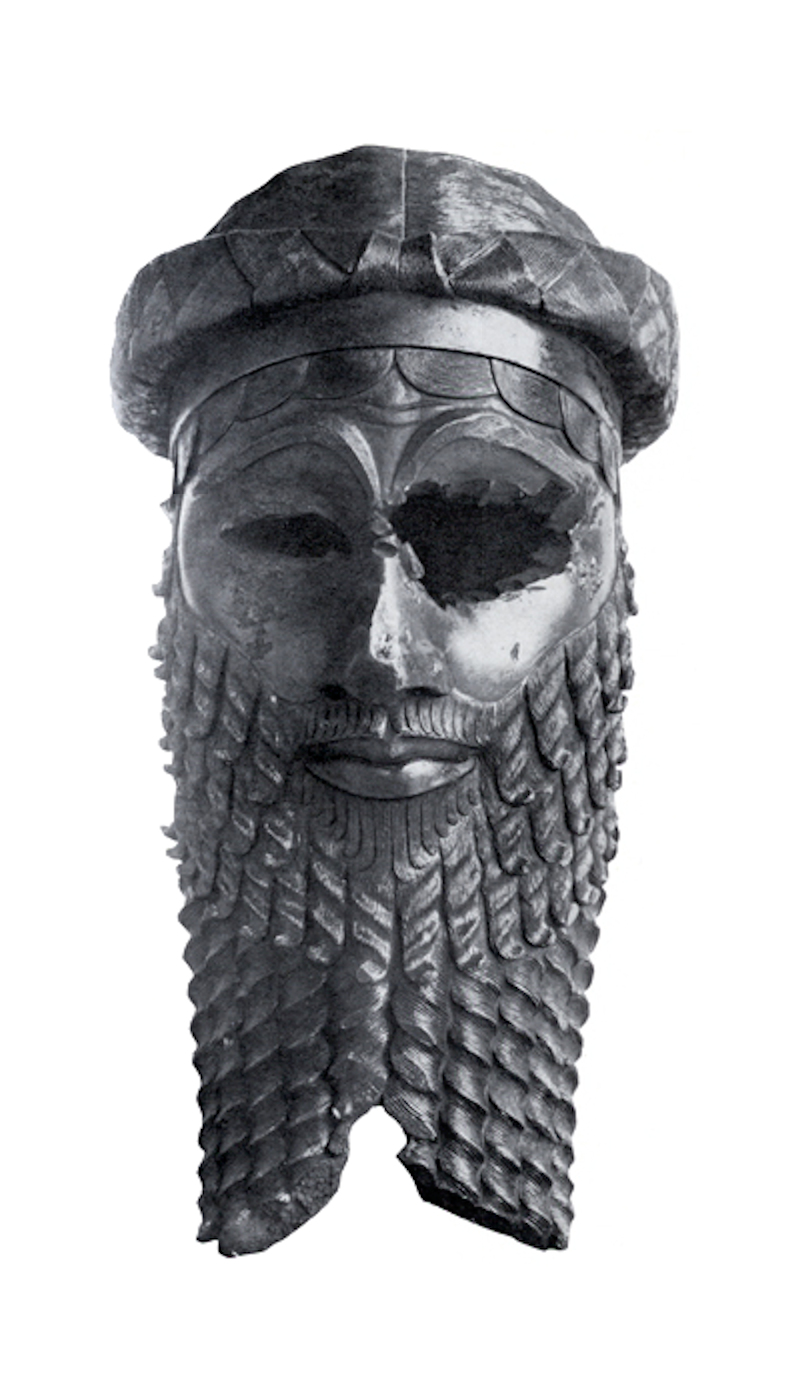
Bronzen hoofd van een Akkadische koning opgegraven in Nineve door het team van Campbell.

Reginald Campbell Thompson (21 augustus 1876 – 23 mei 1941) was een Britse archeoloog en een assyrioloog. Hij heeft opgravingen verricht in Ninive, Ur, Nebo. Hij studeerde aan de Universiteit van Cambridge en gaf les aan de Universiteit van Oxford.
- Bibsys: 2027884
- Bibliothèque nationale de France: cb12308723g (data)
- CiNii: DA02364198
- Gemeinsame Normdatei: 115627065
- International Standard Name Identifier: 0000 0001 0885 0032
- Library of Congress Control Number: n50008386
- MusicBrainz: b0ca7957-4b65-45c2-964f-7a6bcd9f4db4
- Nationale Bibliotheek van Tsjechië: mzk2016930310
- Nationale bibliotheek van Australië: 36308102
- Nationale Bibliotheek van Israël: 987007268975705171
- Nederlandse Thesaurus van Auteursnamen: 072528788
- Réseau des bibliothèques de Suisse occidentale: 02-A003898466
- SNAC: w65z22pk
- Système universitaire de documentation: 148125034
- Trove: 1244783
- Virtual International Authority File: 32064417
- WorldCat: E39PBJtRKP3Wf3JPv4t6MCVBfq